# So Long (film)
Pour les articles homonymes, voir So Long.
Pour plus de détails, voir Fiche technique et Distribution.
So Long est une comédie française réalisée par Bruno Mercier et sortie en 2014.

## Fiche technique
- Titre : So Long
- Réalisation : Bruno Mercier
- Scénario : Bruno Mercier
- Photographie : Bruno Mercier
- Montage : Bruno Mercier
- Musique : Guillaume Belin
- Producteur : Jacques-Henri Muracciole
- Production : Les Mûres sauvages
- Distribution : Destiny Distribution
- Pays d'origine :  France
- Genre : comédie
- Durée : 90 minutes
- Dates de sortie :
  -  France : 10 septembre 2014

## Distribution
- Elia Cohen : Joaquim
- Juliette Dutent : Zoé
- Fabian Viguier : Mathias
- Victoria Olloqui : Léonie
- Albert Delpy : Clop-clop
- Baya Rehaz : la maîtresse de Mathias
- Karine Adrover : la copine de la discothèque
- Marta Corton Vinals : la junkie de la discothèque
- Claude Rochet : le père à la cafétéria
- Rébecca Dereims : Athonika (la galeriste)